# ТЕС Сіді-Крір 1, 2
ТЕС Сіді-Крір 1, 2 — теплова електростанція на півночі Єгипту, що належить West Delta Electricity Production Company.
Станція розташована на середземноморському узбережжі за 16 км на захід від другого за величиною міста країни Александрії, на косі, що відділяє озеро Mariout від моря. ТЕС обладнана двома паровими турбінами виробництва компанії Siemens потужністю по 320 МВт і, таким чином, стала однією з кількох класичних конденсаційних електростанцій, які спорудили в Єгипті у другій половині 1990-х років. 
Можливо відзначити, що за два роки на тій же площадці запустили ще два блоки (ТЕС Сіді-Крір 3, 4), проте їх зводили за схемою BOOT (build-own-operate-transfer, будуй-володій-експлуатуй-передай). Як наслідок, ТЕС Сіді-Крір 3, 4 до завершення визначеного схемою строку належить іншому власникові. 
У 2009—2010 роках станцію West Delta Electricity Production Company доповнили парогазовим блоком комбінованого циклу (блок 5), який складається з двох газових турбін японської компанії MHI типу M701F, що через котли-утилізатори живлять одну парову компанії Ansaldo. Кожна з трьох турбін має потужність 250 МВт.
ТЕС здатна працювати на природному газі та нафтопродуктах. Основним паливом є газ, який подають на майданчик станції трубопроводом завдовжки 26 км та діаметром 600 мм від газорозподільчого вузла Амірія. При цьому введення в експлуатацію перших двох блоків фактично збіглося з початком роботи в александрійському регіоні Газопереробного заводу Західної пустелі, а запуск блоку 5 відбувся на тлі виході на максимальну продуктивність родовища Каср (наразі найбільшого в історії нафтогазовидобутку в Західній пустелі).
Для охолодження використовується морська вода.